# Orden de Sidonia
La Orden de Sidonia (en alemán: Sidonien-Orden) fue una orden de caballería para mujeres del Reino de Sajonia. Fue creada el 14 de marzo de 1871 por el rey Juan I. La orden fue otorgada a mujeres miembros de la nobleza sajona hasta la caída de la monarquía en 1918. Fue nombrada así por la duquesa de Sajonia, Sidonia de Bohemia.

## Insignia
Los miembros de la Orden de Sidonia llevaban una cruz maltesa esmaltada en blanco y bordeada de oro, suspendida de un lazo morado con rayas blancas y verdes. En el centro de la cruz maltesa, un medallón mostraba una imagen de una figura femenina con casco, rodeada por un anillo esmaltado negro con la palabra "Sidonia" en letras de oro.